# Cinema turc

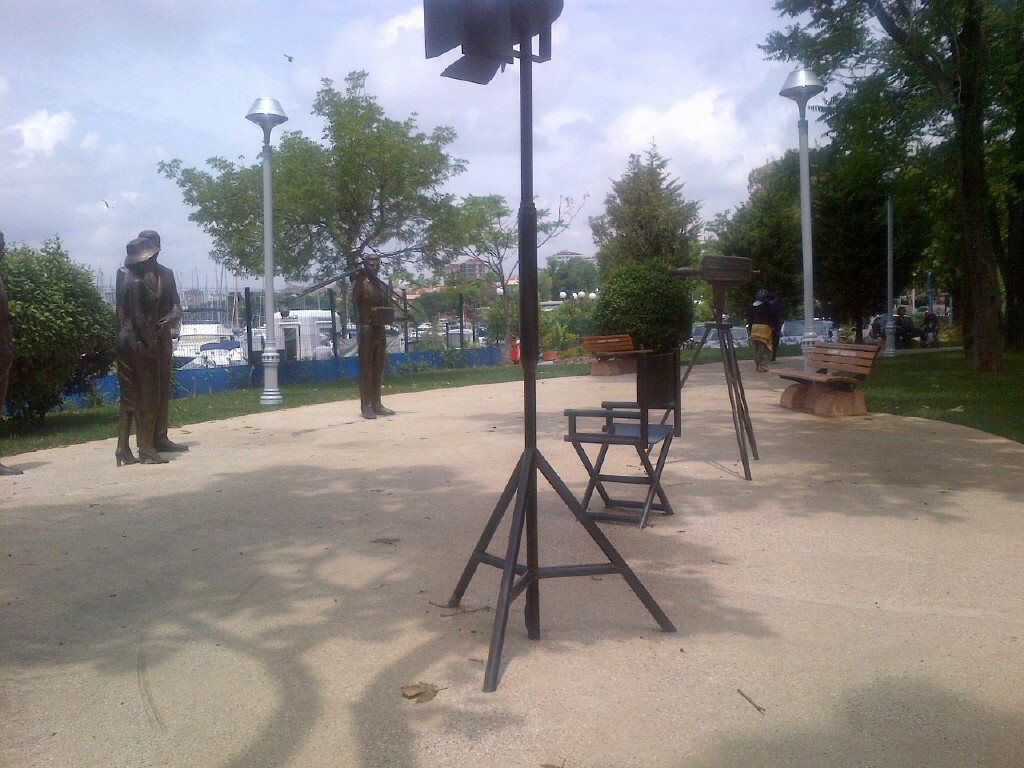
Part del monument al cinema turc en el Parc de Fenerbahçe a Kadıköy.

Cinema turc o Yeşilçam és l'art del cinema a Turquia i té una cultura centenària, en datar el seu inici en l'any 1914.

## Història

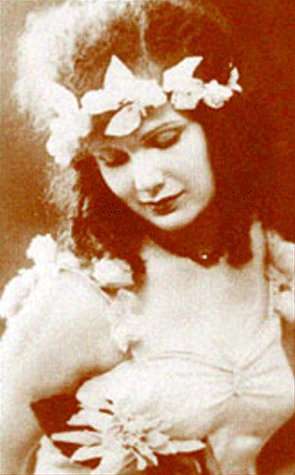
Feriha Tevfik, Miss Turquia 1929 i una de les primeres actrius de "Yeşilçam".

Les companyies turques de producció de pel·lícules es van establir, per molts anys, al carrer Yeşilçam del barri de Beyoğlu a Istanbul; per aquesta raó, el cinema turc també es coneix com a "Yeşilçam".

## Directors i directores coneguts
- Aram Gülyüz (1931 -): Ayşecik: Yuvanın Bekçileri (1969)
- Artun Yeres (1935 - 2007): Don Kişot Sahte Şövalye (1971)
- Atıf Yılmaz (1925 - 2006): Keşanlı Ali Destanı (1964), Adı Vasfiye (1985), Aaahh Belinda (1986),
- Çağan Irmak (1970 -): Babam ve Oğlum (2005), Issız Adam (2008), Unutursam Fısılda (2014)
- Deniz Gamze Ergüven (1978 -): Mustang (2015)
- Ertem Eğilmez (1929 - 1989): Hababam Sınıfı (1975), Arabesk (1988)
- Görkem Yeltan (1977 -): Yemekteydim ve Karar Verdim (2015)[2]
- Halit Refiğ (1944 - 2009): Gurbet Kuşları (1964)
- Işıl Özgentürk (1948 -): Seni Seviyorum Rosa (T'estimo Rosa, 1992)
- Metin Erksan (1929 - 2012): Susuz Yaz (1963)
- Mustafa Altıoklar (1958 -): İstanbul Kanatlarımın Altında (1996)
- Nuri Bilge Ceylan (1959): Mayıs Sıkıntısı (2000), Uzak (2002), Üç Maymun (2008), Bir Zamanlar Anadolu'da (2011), Kış Uykusu (2014)
- Orhon Murat Arıburnu (1918 - 1989): Tütün Zamanı (1959)
- Ömer Kavur (1944 - 2005): Gece Yolculuğu (1987)
- Ömer Lütfi Akad (1916 - 2011): Yalnızlar Rıhtımı (1959)
- Semih Kaplanoğlu (1963 -): Yumurta (Ou, 2007) Süt (Llet, 2008), Bal (Mel, 2010)
- Şerif Gören (1944 -): Yol (1982)
- Tunç Başaran (1938 -): Piano Piano Bacaksız (1992)
- Ülkü Erakalın (1934 -)
- Yavuz Turgul (1946 -): Muhsin Bey (1987), Av Mevsimi (2010)
- Yeşim Ustaoğlu (1960 -): Güneşe Yolculuk (1999)
- Zeki Demirkubuz (1964 -): Masumiyet (1997)
- Zeki Ökten (1941 - 2009): Sürü (1978)

## Actors i actrius coneguts

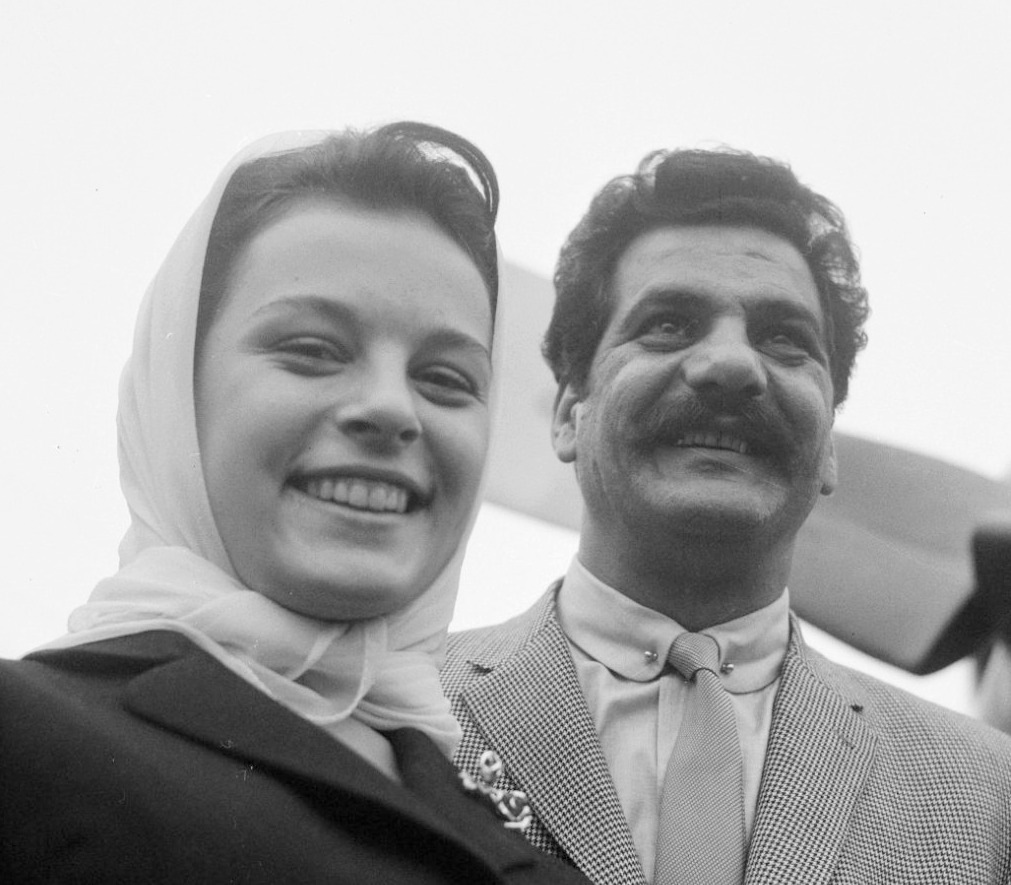
Hülya Koçyiğit i Erol Taş en 1964

### Actrius
- Adile Naşit (1930 - 1987): Hababam Sınıfı (1975), Gülen Gözler (1977)
- Belgin Doruk (1936 - 1995): Yavuz Sultan Selim Ağlıyor (1952), Küçük Hanımefendi (1961)
- Çolpan İlhan (1936 - 2014): Yalnızlar Rıhtımı (1959)
- Demet Akbağ (1959 -): Kış Uykusu (2014)
- Derya Alabora (1959 -): Masumiyet (1997)
- Fatma Girik (1943 -): Keşanlı Ali Destanı (1964), Yılanların Öcü (1985)
- Filiz Akın (1943 -): Gurbet Kuşları (1964), Umutsuzlar (Els Desesperats, 1971), Karateci Kız (La Noia Karateka, 1973)
- Hazal Kaya (1990 -):
- Hülya Avşar (1963 -): Benim Sinemalarım (Las Meves Cinemes, 1990)
- Hülya Koçyiğit (1947 -): Susuz Yaz (1963), Tanrı Misafiri (1973), Almanya Acı Vatan (1979)
- Meltem Cumbul (1969 -): Gönül Yarası (2005)
- Meral Orhonsay (1951): Propaganda (1999)
- Muhterem Nur (1932 -): Boş Beşik (1952), Kara Gün (1971)
- Müjde Ar (1954 -): Adı Vasfiye (1985), Aaahh Belinda (1986)
- Nebahat Çehre (1944 -): Bir Çirkin Adam (Un Home Lleig, 1969)
- Perran Kutman (1949 -): Aşık Oldum (1985)
- Türkan Şoray (1945 -): Selvi Boylum Al Yazmalım (1977)
- Zuhal Olcay (1957 -): Salkım Hanımın Taneleri (1999)

### Actors

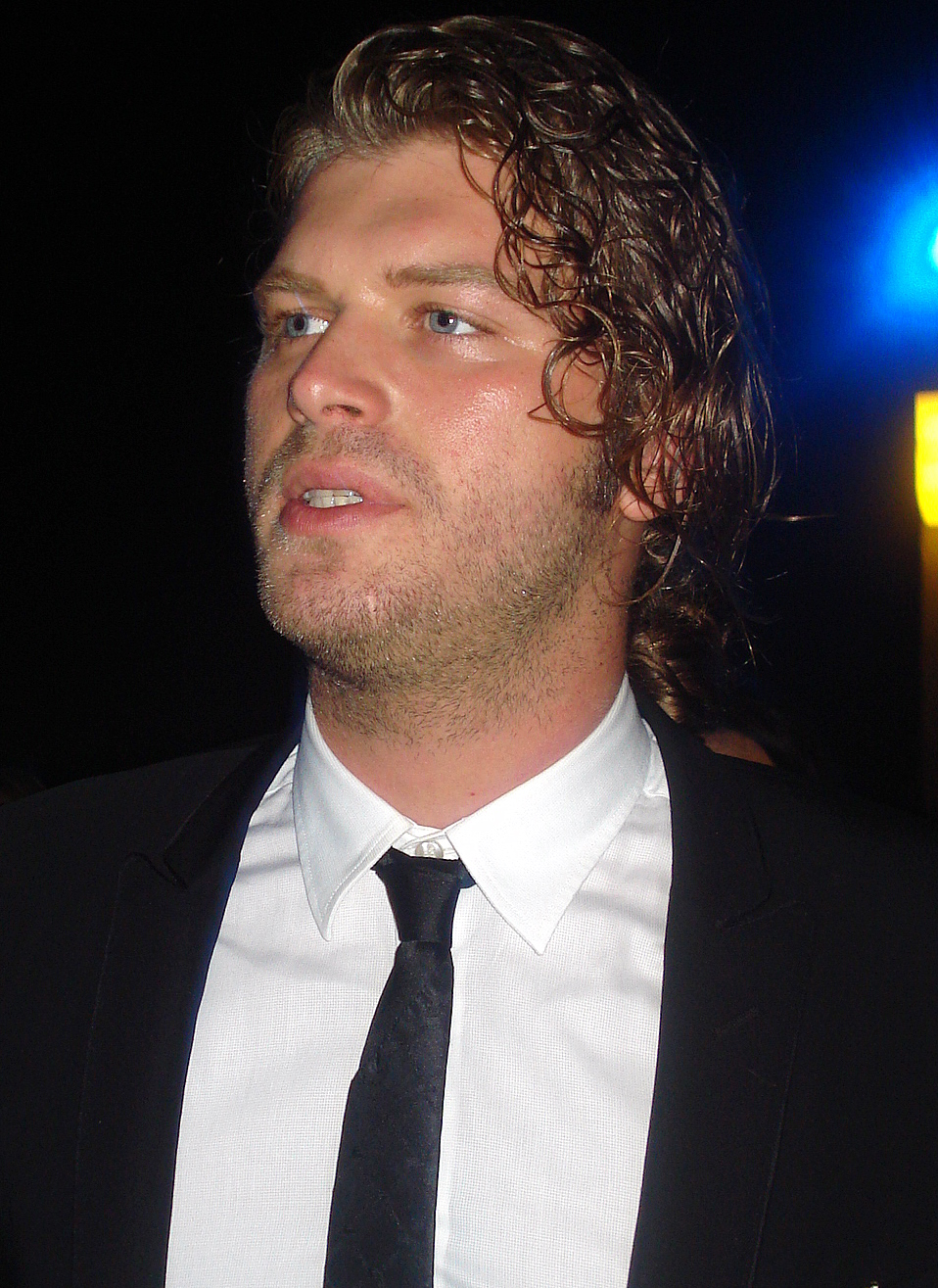
Kıvanç Tatlıtuğ el 2009

- Ayhan Işık (1929 - 1979): Küçük Hanımefendi (1961)
- Cüneyt Arkın (1937 -): Gurbet Kuşları (1964), Dünyayı Kurtaran Adam (1982)
- Ediz Hun (1940 -): Anadolu Kartalları (2011)
- Erol Taş (1926 - 1998): Susuz Yaz (1963)
- Fikret Hakan (1934 -): No es pot guanyar sempre (1970)
- Haluk Bilginer (1954 -) Masumiyet (1997), Kış Uykusu (2014)
- Kartal Tibet (1938 -) Bir Millet Uyanıyor (Una nació es desperta, 1966)
- Kemal Sunal (1944 - 2000): Hababam Sınıfı (1975)
- Kenan Pars (1920 - 2008): İzmir Ateşler İçinde (Incendi d'Esmirna, 1959)
- Kıvanç Tatlıtuğ (1983): Kelebeğin Rüyası (The Butterfly's Dream, 2013)
- Münir Özkul (1925 -): Hababam Sınıfı (1975)
- Salih Güney (1943 -): No es pot guanyar sempre (1970)
- Şener Şen (1941 -): Aşık Oldum (1985), Muhsin Bey (1987), Arabesk (1988), Av Mevsimi (2010)
- Tarık Akan (1949 - 2016): Sürü (1978), Adak (1979), Yol (1981)
- Uğur Yücel (1957 -) Muhsin Bey (1987), Arabesk (1988)
- Yılmaz Güney (1937 - 1984): Bir Çirkin Adam (Un Home Lleig, 1969), Umut (l'Esperança, 1970), Sürü (1978, com guionista), Yol (1981, com guionista), Duvar (1983, guionista i director)

## Pel·lícules
El 2014, al primer centenari del cinema turc, el Ministeri de Cultura de Turquia va fer una encuesta per a determinar les millores 100 pel·lícules dels 100 anys, entre 300 films escollides per les universitats i organitzacions civiles. Resultats de la votació, amb més de 360.000 vots: 1. "Susuz Yaz" de Metin Erksan, 2. Hababam Sınıfı de Ertem Eğilmez, 3. Babam ve Oğlum de Çağan Irmak.

## Premis internacionals

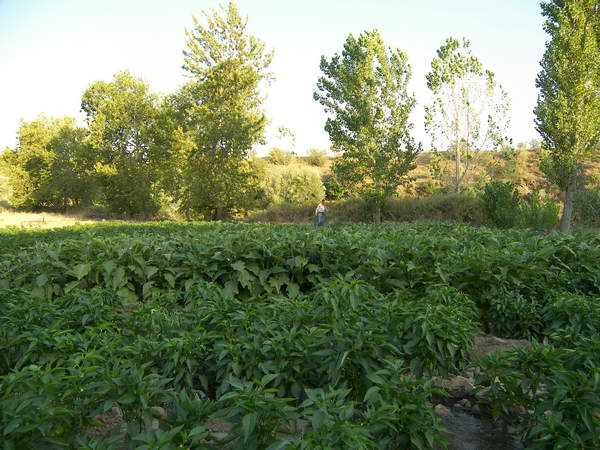
Yol

- "Susuz Yaz" (l'Estiu sense Aigua, 1963) de Metin Erksan: Os d'Or en el Festival Internacional de Cinema de Berlín de 1964.[5]
- Sürü (1978), de Yılmaz Güney (guionista) i Zeki Ökten (director): Lleopard d'Or en Festival Internacional de Cinema de Locarno (1978)
- Yol (Camí, 1981) de Yılmaz Güney (guionista) i Şerif Gören (director): Palma d'Or en el Festival Internacional de Cinema de Canes (1982)
- Pandora's Box de Yeşim Ustaoğlu: Conquilla d'Or a la millor pel·lícula en el Festival Internacional de Cinema de Sant Sebastià de 2008.
- Bal de Semih Kaplanoğlu: Os d'Or en el Festival Internacional de Cinema de Berlín de 2010.
- Kış Uykusu de Nuri Bilge Ceylan: Palma d'Or en el Festival Internacional de Cinema de Canes, 2014.

## Festivals de cinema a Turquia

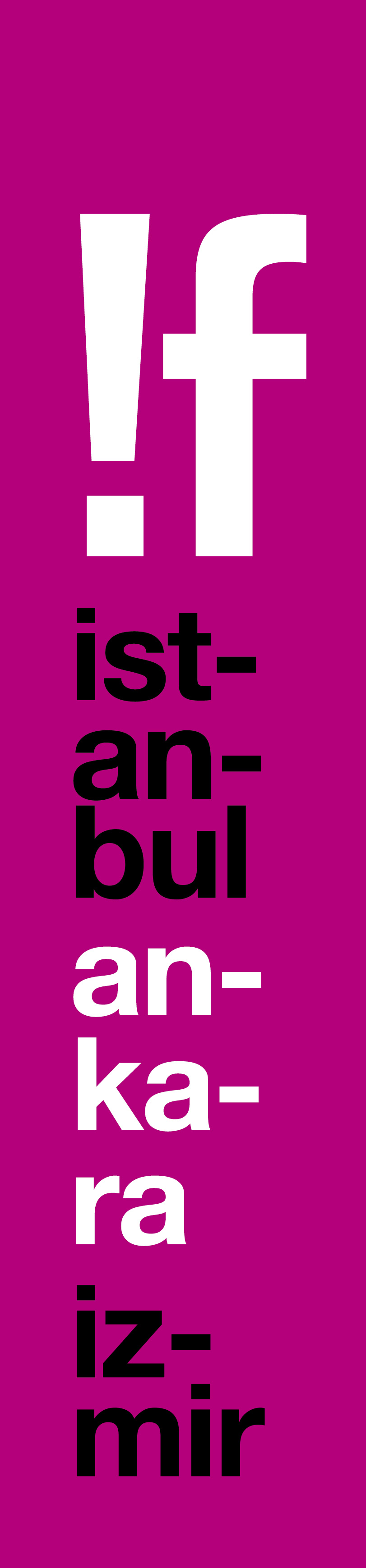
Logo del festival !f İstanbul

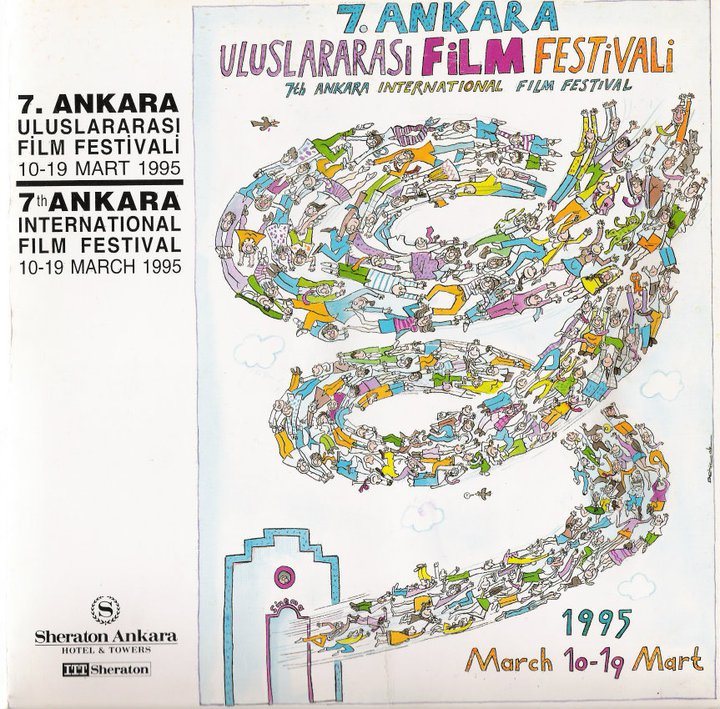
7. Festival Internacional de Cinema d'Ankara, 1995

- Altın Portakal Film Festivali, Antalya, des de 1964.
- Altın Koza Film Festivali, Adana, des de 1969.
- Uluslararası İstanbul Film Festivali, Istanbul, des de 1982.
- Ankara Uluslararası Film Festivali, Ankara, des de 1988.
- Uçan Süpürge Kadın Filmleri Festivali, festival per a les films de dones, des de 1998.
- Film Ekimi (Octubre del Film), Istanbul, des de 2002.
- İf İstanbul Uluslararası Bağımsız Filmler Festivali (!f İstanbul), Istanbul, Ankara, Izmir.

## Museu de Cinema a Adana

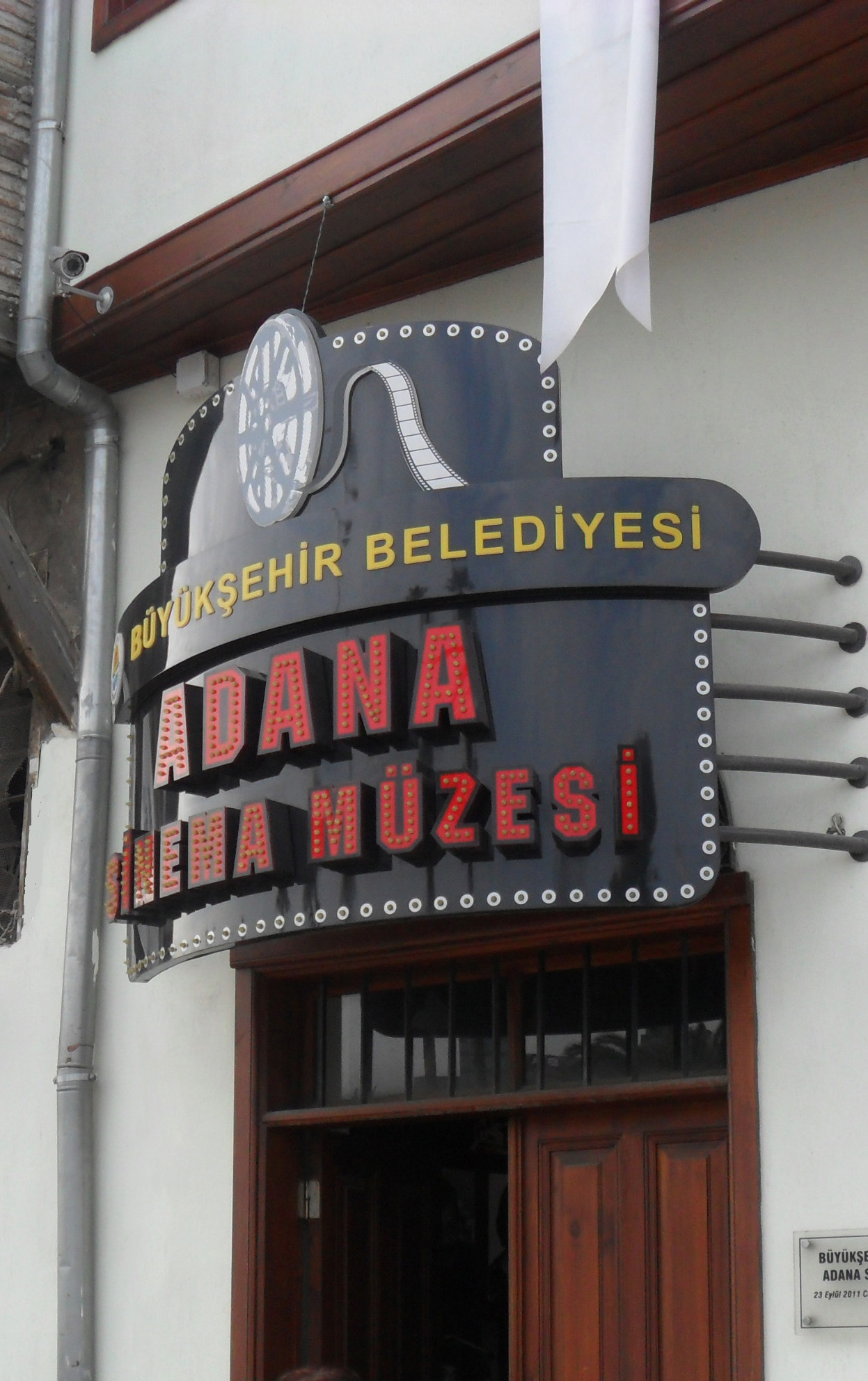
Museu de Cinema a Adana

Establerta en 2011 en una casa antiga renovada a Adana, el museu està situat a la riba oest del riu Seyhan.